# Sélénation
La sélénation est la conversion d'un groupe carbonyle en un sélénocarbonyle.

## Voie de synthèse
- Réaction avec le réactif de Woollins

Le mécanisme de sélénation est semblable à celui de thionation avec le réactif de Lawesson: le réactif de Woollins se scinde en 2 ylure de disélénophosphine qui réagissent avec le groupe carbonyle pour former l'intermédiaire sélénoxaphosphétane. La formation de la double liaison stable P=O déplace la réaction vers la droite et conduit à la division de l'intermédiaire pour former le sélénocarbonyle.
- Réaction avec le pentaséléniure de diphosphore

Le pentaséléniure de diphosphore peut également convertir le groupe carbonyle notamment dans le cas d'aldéhydes. Toutefois ce agent de sélénation n'est pas le plus réactif.
- Réaction avec le dichlorure de phénylsélénophosphine

Le dichlorure de phénylsélénophosphine offre une voie intéressante pour la sélénation des aldéhydes.